# Aphthona lopatini
Aphthona lopatini es una especie decoleóptero de la familia Chrysomelidae. Fue descrita científicamente por primera vez en 1998 por Konstantinov.